# 7934 Sinatra
7934 Sinatra eller 1989 SG1 är en asteroid i huvudbältet som upptäcktes den 26 september 1989 av den belgiske astronomen Eric W. Elst vid La Silla-observatoriet. Den är uppkallad efter den amerikanske sångaren, Frank Sinatra.
Den tillhör asteroidgruppen Innes.